# Isaac Löw Königswarter

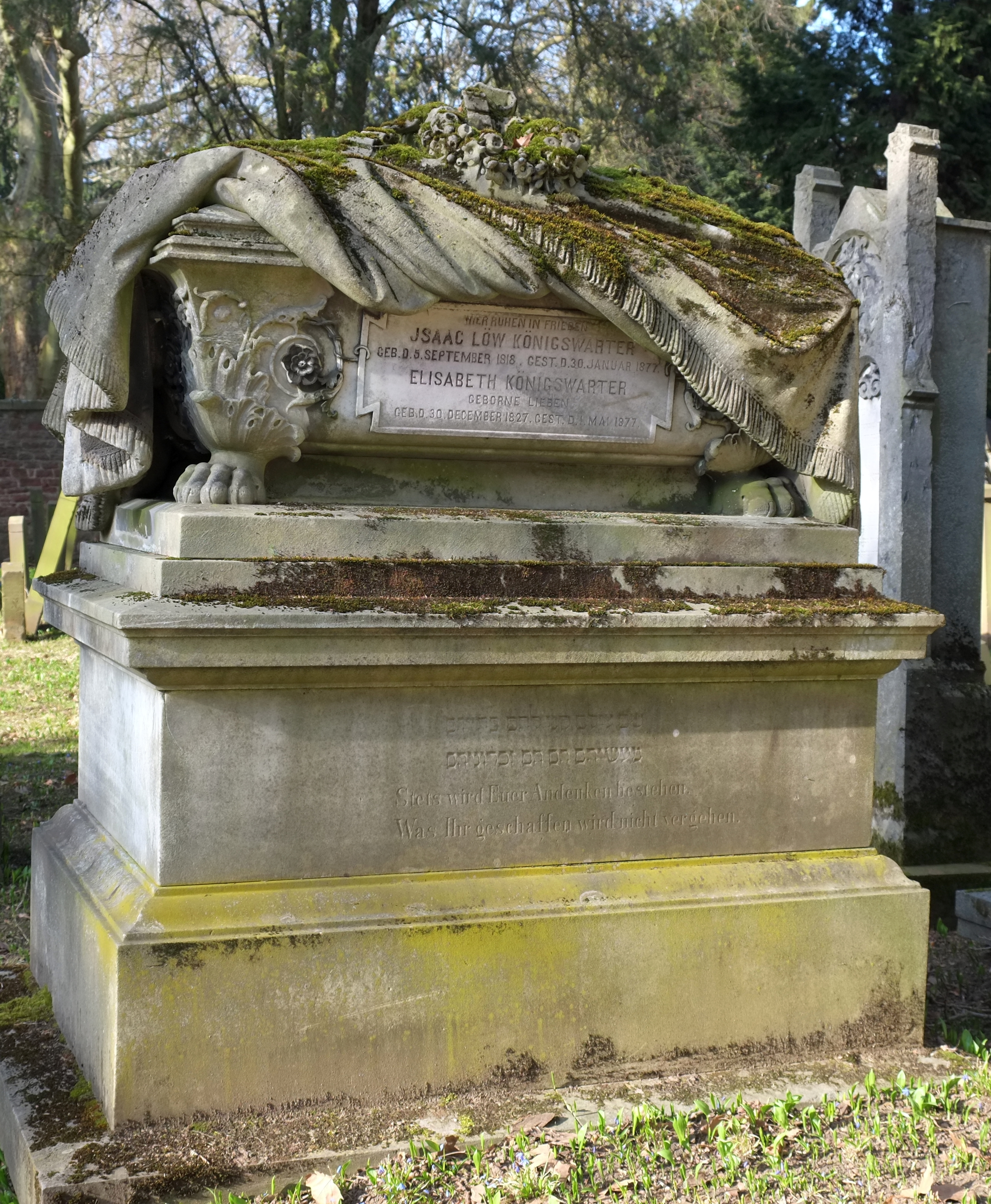
Grab von Königswarter und seiner Ehefrau

Isaac Löw Königswarter (* 5. September 1818 in Frankfurt am Main; † 30. Januar 1877 ebenda) war ein deutscher Bankier und Mäzen.

## Herkunft und Familie
Königswarter wurde als Sohn des Bankiers Marcus Jonas Königswarter (1770–1850) und dessen Ehefrau Jeanette geb. Herschheimer geboren. Isaac war verheiratet mit der aus Prag stammenden Elisabeth Lieben (1827–1877). Diese war mit ihm verwandt, denn Isaacs Großvater Jonas Hirsch Königswarter war der mütterliche Urgroßvater von Elisabeth Lieben.

## Beruf
Zusammen mit seinem Bruder Zacharias Königswarter war er Teilhaber des von seinem Vater gegründeten Bankgeschäfts in Frankfurt.

## Stiftung des Israelitischen Hospitals

Das von Königswarter gestiftete Hospital

1872 stiftete Königswarter der Frankfurter israelitischen Gemeinde die Summe von 200.000 Gulden zur Errichtung eines neuzeitlichen jüdischen Krankenhauses. Mit dem Bau dieser Einrichtung wurde 1873 begonnen, 1875 wurde sie als Königswarter Hospital im Grünen Weg 26 eröffnet. 1879 wurde der Grüne Weg zu Ehren des Stifters in Königswarter Straße umbenannt.
Da der Polizeipräsident die Errichtung von Tageräumen (d. h. Aufenthaltsräume für Patienten) verlangte, ein weiterer Anbau aber die bestehenden ungünstigen hygienischen Verhältnisse noch verschlechtert hätte, fiel die Entscheidung für einen Hospitalneubau an anderer Stelle in Bornheim. 1914 wurde das Krankenhaus der Israelitischen Gemeinde in der Gagernstraße 36 mit Raum für 300 Kranke eingeweiht. Auf dem Gelände in der Königswarter Straße befindet sich heute (2013) die Klinik Rotes Kreuz der Frankfurter Rotkreuz-Krankenhäuser e. V.